# ルール・ブラウウェルス
ルール・ブラウウェルス（オランダ語: Roel Brouwers、オランダ語発音: [ˈruɫ ˈbrʌu̯wərs]、1981年11月28日 - ）は、オランダの元サッカー選手。現役時代のポジションはDF。

## 経歴
リンブルフ州ヘールレン出身で、地元のユースクラブからローダJCのユースに移籍。そのまま2001年にトップチーム昇格を果たした。2005年にはドイツのSCパーダーボルン07に移籍した。2007年にボルシア・メンヒェングラートバッハに移籍した。2016年にローダJCに復帰し、同年10月に現役を引退した。

## 生活
ドイツにあるボルシア・メンヒェングラートバッハに所属した期間も、彼自身はオランダのフーレンダールに妻と息子と住んでいた。ドイツとの国境に近いこの町であるが、それでもメンヒェングラートバッハまでは高速道路で80kmの距離があった。